# Caloyers

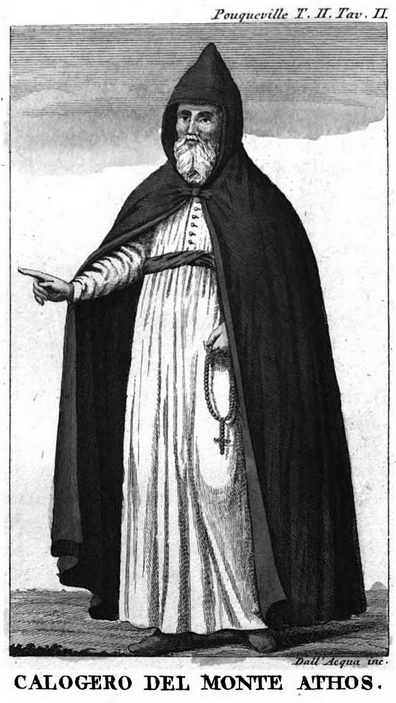
Moine grec (caloyer) du mont Athos.

Caloyers (du grec kalos ghérôn, bon vieillard) est un mot qui, dans la langue grecque populaire, désigne les moines. On l'utilise parfois en français pour désigner des moines de langue grecque ou de culture grecque. Ce mot désigne les moines orthodoxes mais il peut aussi désigner des moines grecs-catholiques de l'ordre de Saint-Basile.
Ils vivent, soit dans des monastères, soit isolés dans des ermitages (skites). Ils s'adonnent à la prière et à des travaux manuels (agriculture ou autre obédience). Tous mènent une vie d'ascèse et se soumettent à de dures macérations. Certains caloyers, de l'Athos ou de Patmos par exemple, se livrent à l'étude des textes de la littérature chrétienne. Les évêques orthodoxes sont toujours choisis parmi les moines : ils portent d'ailleurs sur la tête le long voile caractéristique des moines. Mais à cette tenue de ville et de chœur, ils préfèrent souvent une tenue de travail plus simple. Ils sont alors coiffés d'un simple fèz noir (skoufos).

Principaux monastères d'hommes et de langue grecque :
Athos, Sinaï, Patmos. 

## Source
Cet article comprend des extraits du Dictionnaire Bouillet. Il est possible de supprimer cette indication, si le texte reflète le savoir actuel sur ce thème, si les sources sont citées, s'il satisfait aux exigences linguistiques actuelles et s'il ne contient pas de propos qui vont à l'encontre des règles de neutralité de Wikipédia. Les informations données sont peut-être désormais erronées ou incorrectes : vous pouvez partager vos connaissances en améliorant ou en modifiant cet article.